# Margaret Mee
Pour les articles homonymes, voir Mee.
Margaret Ursula Mee, née le 22 mai 1909 à Chesham dans le Buckinghamshire et morte le 30 novembre 1988 à Seagrave, dans le Leicestershire, est une syndicaliste, botaniste et illustratrice botanique britannique, spécialiste des plantes de la forêt amazonienne brésilienne. Elle est l'une des premières environnementalistes à attirer l'attention sur l'impact de l'exploitation minière à grande échelle et de la déforestation dans le bassin amazonien. 

## Biographie
Margaret Ursula Brown naît à Whitehill, Chesham, en 1909. Elle fait ses études secondaires à Amersham. Elle milite dans le syndicat Union of Sign, Glass and Ticket Writers qu'elle représente au Trades Union Congress en 1937 à Norwich. Elle propose notamment, à cette occasion, de prolonger la durée de la scolarité obligatoire, et se voit proposer un emploi auprès d'Ernest Bevin, qu'elle refuse. Elle milite également au parti communiste. 
Elle s'installe quelques années à Berlin, à partir de 1932, et est témoin de l'incendie du Reichstag et de la journée de boycott anti-Juifs du 1er avril 1933. Elle rentre en Angleterre et épouse en premières noces le syndicaliste Reginald Bruce Bartlett, en janvier 1936. Le mariage est de courte durée, mais elle ne divorce qu'en 1943,. Pendant la Seconde Guerre mondiale, elle travaille à Hatfield, en tant que dessinatrice à l’usine aéronautique De Havilland. 

### Carrière artistique
Après la guerre, Margaret Mee suit les cours du soir à la Saint Martin's School of Art de Londres. Elle est ensuite admise à la Camberwell School of Art and Crafts, où elle suit les cours de Victor Pasmore et s'initie à l'illustration. Elle obtient un diplôme national de peinture et de design en 1950. 
Elle s'installe en 1952 au Brésil avec Greville Mee, dont elle a fait la connaissance à la St Martin's School of Art. Elle enseigne l'art à l'école britannique de São Paulo. Elle s'intéresse à la flore tropicale des environs de São Paulo, et se spécialise en illustration botanique. Sa première expédition a eu lieu en 1956 à Belém, dans le bassin amazonien. Elle devient artiste botanique pour l'Instituto de Botânica (pt) de São Paulo en 1958, et réalise une mission d'étude dans le Mato Grosso. En 1960, elle commence à exposer ses peintures, notamment à Londres, en 1960, ce qui lui vaut la médaille Grenfell de la Royal Horticultural Society. Sa nouvelle notoriété, la vente et l'exposition de peintures lui permettent de devenir une artiste indépendante, en free lance. De 1960 à 1965, elle réalise des collectes de plantes en dans les forêts côtières et dans le nord-est du Brésil, notamment des Bromelia, mais à partir de 1964, elle se spécialise dans la flore de l'Amazonas, peignant des plantes dont certaines étaient encore inconnues des botanistes, et en collectant certaines, pour les illustrer ultérieurement. Elle publie Flowers of the Brazilian Forests, en 1968, livre qui rassemble 400 illustrations.
Elle obtient une bourse Guggenheim en 1971-1972, et explore le sud de l'Amazonie, où elle découvre de nouvelles plantes. Elle réalise au total une quinzaine d'expéditions en Amazonie, et alerte sur la dégradation inquiétante de la forêt, et de la disparition des habitats humains et végétaux. 
Une exposition de ses peintures de fleurs d'Amazonie a lieu au musée d'histoire naturelle de Londres en 1980.

### Fin de vie et postérité
Margaret Mee meurt des suites d'un accident de voiture à Seagrave, dans le Leicestershire le 30 novembre 1988, à 79 ans. En janvier 1989, un service commémoratif de sa vie, de ses travaux de botanique et de sa campagne en faveur de la sauvegarde de la forêt amazonienne et des Amérindiens se déroule à Jardins botaniques royaux de Kew.
Ses journaux, rédigés entre 1956 et 1988, sont publiés à titre posthume en 2004 et comprennent un compte rendu illustré de ses expéditions dans la forêt amazonienne. La plupart de ses illustrations sont conservées dans les collections de Kew Gardens.
Son observation de la floraison d'une plante, la Selenicereus wittii (de), donne lieu au tournage d'un documentaire brésilien, Margaret Mee and the Moonflower (en), en 2012.

## Publications
- Flowers of the Brazilian Forests, The Tryon Gallery, 1968 (ISBN 978-0-902189-02-7)
- Bromélias brasileiras, Barnes, 1969, 54 p. (ISBN 0-498-06887-0)
- Margaret Mee in Search of the Amazon Forests: Diaries of an English Artist Reveal the Beauty of the Vanishing Rainforests, Woodbridge: Nonesuch Expeditions, 1988 (ASIN B000U8X9UK)
- (en) Margaret Mee. Return to the Amazon, Woodbridge/Kew, Natural Wonders Press, 1997, 167 p. (ISBN 1-905377-06-1)
- Flowers of the Amazon, Pomegranate Europe Ltd, 1998 (ISBN 1-56640-043-0)
- (en) The Flowering Amazon: Margaret Mee Paintings from the Royal Botanic Gardens, Kew, Woodbridge/Kew, Natural Wonders Press, 2006, 167 p. (ISBN 1-905377-06-1)

## Honneurs et distinctions
- 1975 : citoyenne d'honneur de Rio de Janeiro
- 1976 : membre de l'ordre de l'Empire britannique
- 1979 : ordre national de la Croix du Sud
- 1986 : membre de la Linnean Society of London
- Le Margaret Mee Amazon Trust accorde des bourses à des étudiants en botanique brésiliens effectuant un cycle d'études en Angleterre[5].